# Canal del Baix Guadalquivir
El canal del baix Guadalquivir (Canal de los Presos) és un canal de reg, infraestructura hidràulica destinada originalment a posar en rec una superfície de 56.000 hectàrees de les províncies de Sevilla i Cadis. Actualment rega una superfície de 80.000 ha. Parteix de l'embassament de Peñaflor i recorre 158 km. fins a l'embassament de Don Melendo al terme municipal de Lebrija (Sevilla).
El 26/09/2007 el Consell de Ministres autoritzà la interconnexió del canal amb el pantà de Torre del Águila.

## Història
Ja en el segle xix es pensava a crear un canal de reg, però per ser una obra massa grossa per a l'època. L'excavació del canal va començar el 1940 i es va acabar el 1962.

Va ser construïda per presos polítics de la dictadura franquista, a «pic i pala», seguint la política de redempció de penes pel treball. Hi van treballar fins a dos mil presos. Al llarg del recorregut es jalonaven camps de treball com a Los Merinales, El Arenoso i La Corchuela a Dos Hermanas, així mateix els familiars també van crear els poblats de Torreblanca i Valdezorras, a Sevilla, Quintillo a Dos Hermanas o El Palmar de Troya, a Utrera.

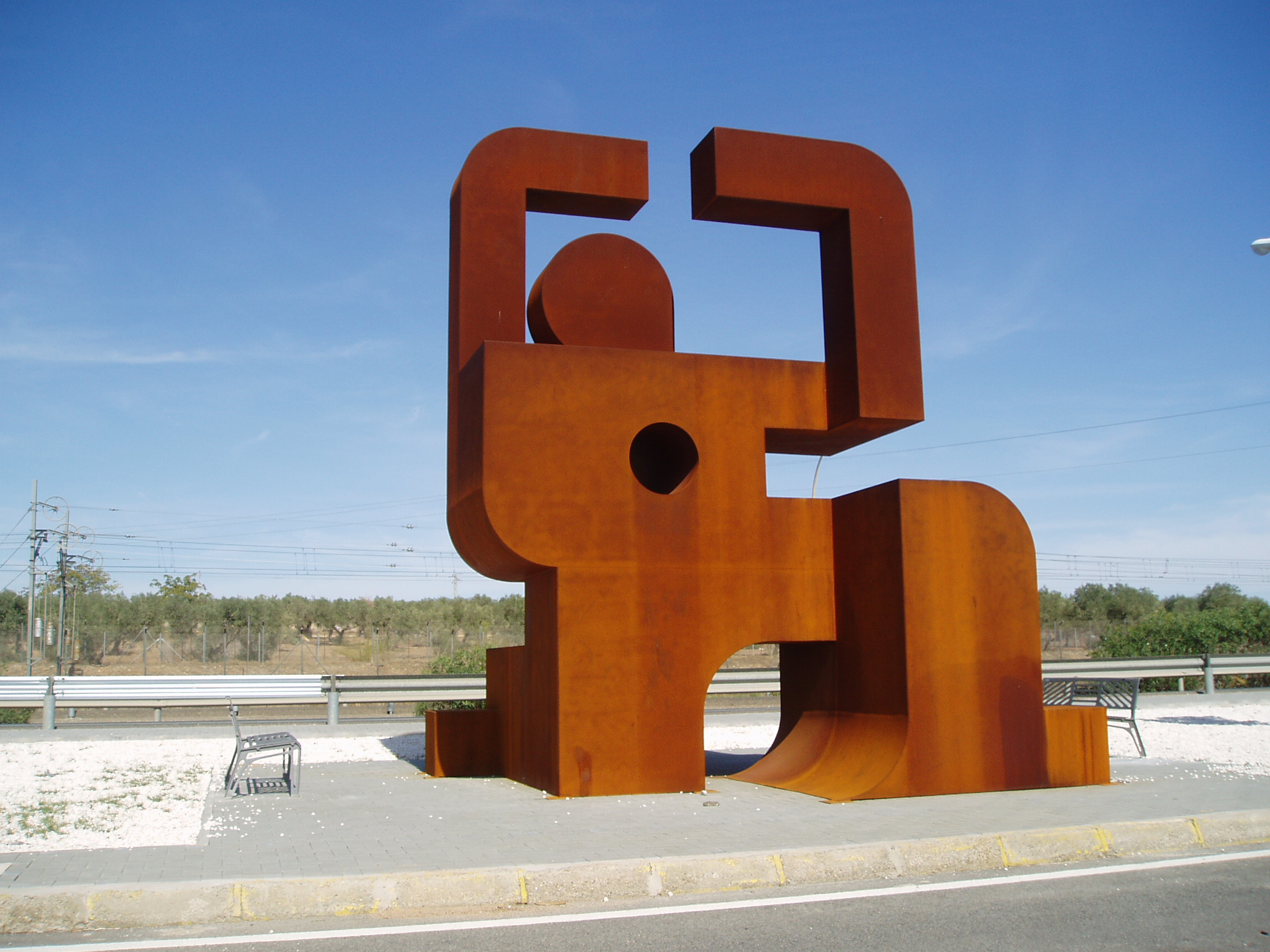
Monument a la memòria dels presos a Los Merinales.

L'any 2006 al tram comprès entre La Rinconada i Dos Hermanas va ser rebatejat com a «Canal de los Presos».
Un monument a la memòria històrica de Los Merinales es va erigir el dia 17 de juny de 2009 a la rotonda on comença la finca del Charco del Pastor, antiga entrada al camp de treball de los Merinales.